# Geneviève Almouzni
Geneviève Almouzni (Argélia, 9 de agosto de 1960) é uma biologista francesa nascida na Argélia, membro da Académie des Sciences desde 10 de dezembro de 2013.
Especialista em epigenética, é diretora do centro de pesquisas do Instituto Curie.

## Biografia
Geneviève Almouzni estudou na École normale supérieure de Fontenay-aux-Roses, de 1980 a 1985. Obteve em 1988 na Universidade Pierre e Marie Curie um doutorado em microbiologia com uma tese sobre a utilização de um sistema derivado de ovos de xenopus a fim de estudar a replicação da cromatina do ADN sob a orientação de Marcel Méchali.
De 1988 a 1989 e de 1991 a 1993 foi para os Estados Unidos no programa de pós-doutorado do centro de pesquisas dos Institutos Nacionais da Saúde de Bethesda, no laboratório do professor Alan Wolffe.
Em 2009 tornou-se chefe de pesquisa do Instituto Curie, sendo a terceira mulher a ocupar o cargo, depois de Marie Curie e Irène Joliot-Curie. Foi Presidente da EU-LIFE (2018-2019), a aliança de institutos de investigação que advoga e promove investigação de excelencia na Europa.